# Rubus komarovii
Rubus komarovii là loài thực vật có hoa trong họ Hoa hồng. Loài này được Nakai miêu tả khoa học đầu tiên năm 1914.